# Араб Мухаммад-хан
Араб Мухаммад-хан (узб. Arab Muhammadxon; ?—1621, Хива) — одиннадцатый представитель узбекской династии Арабшахидов, который в 1602—1621 годах правил в Хорезмском государстве (Хивинском ханстве).

## Происхождение
Араб Мухаммад-хан был сыном Хаджи Мухаммад-хана и потомком правителя Узбекского улуса Йадгар-хана.

## Приход к власти
Араб Мухаммад-хан пришел к власти после смерти своего отца Хаджи Мухаммад-хана в 1602 году. Правил он до 1621 года. Во время своего правления он достиг успехов в борьбе с казаками, которые стали совершать грабительские походы на Хорезм. В самом начале правления Ургенч был захвачен яицкими казаками Нечая Старенского, но уйти из города они не смогли из-за того что не было коней. Араб-Мухаммед собрал войско и осадил их в городе и начал переговоры с казаками. В итоге он поклялся, что отпустит казаков живыми и даст им лошадей. Как только они вышли из города отдал приказ их перебить.
Араб Мухаммад-хану удалось разгромить напавших на Хорезм калмыков.

## Внешняя политика
В 1616 году Араб Мухаммад-хан отправил посла Ходжа Юсуфа в Москву.

## Политика в области культуры

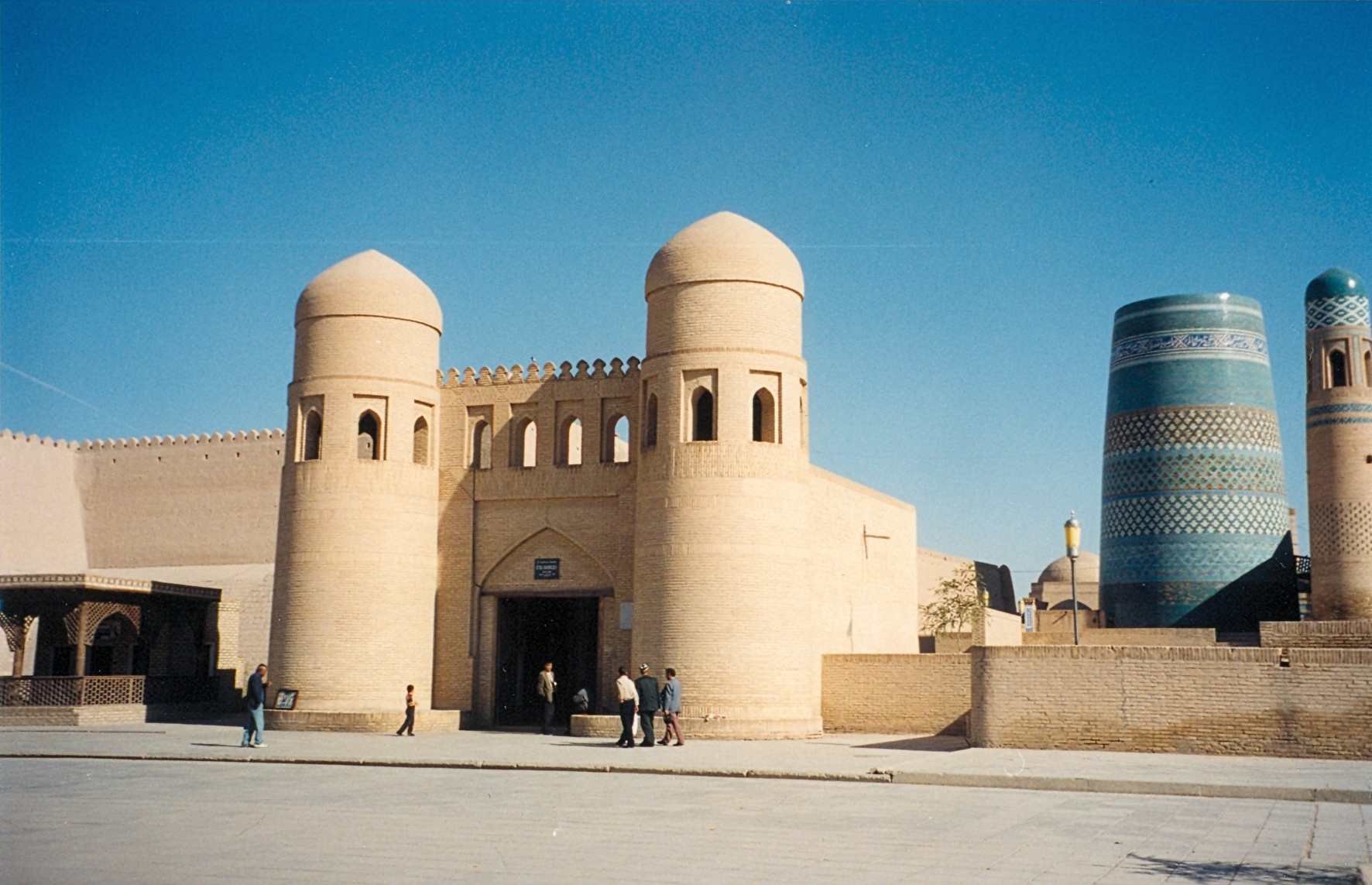
Ворота Хивы

В 1616 году в Хиве Араб Мухаммад-хан построил новое одноэтажное медресе из жженого кирпича, в честь того, что Хива стала столицей Хорезма вместо Куня-Ургенча.

## Смерть
К концу правления Араб Мухаммад-хана Хорезм вновь поразил острый политический кризис. Араб Мухаммад-хан был убит в 1621 году и в Хорезме был период царствования двух его сыновей Хабаш-султана и Ильбарс-султана, пока в 1623 году власть не захватил другой сын Араб Мухаммад-хана Исфандияр-хан. Его младший сын Афган-Мухаммед бежал в Россию, где и умер в городе Касимове в 1648 году.